# Dan Reed Network
 (juin 2020).
Si vous disposez d'ouvrages ou d'articles de référence ou si vous connaissez des sites web de qualité traitant du thème abordé ici, merci de compléter l'article en donnant les références utiles à sa vérifiabilité et en les liant à la section « Notes et références ».
Dan Reed Network est un groupe de funk rock formé par Dan Reed en 1984 à Portland (Oregon).

## Les débuts
En 1979, Dan Reed rencontre Dan Pred dans un magasin de musique (Engle's Music Store) à Aberdeen, dans le Dakota du Sud. Ensemble, ils forment le groupe Nightwing. En 1981, Dan Reed déménage du Sud Dakota pour Portland, en Oregon et un an plus tard, il rejoint le groupe Nimble Darts au clavier et à la guitare. Dans le même temps, Dan Pred déménage à Los Angeles et intègre le P.I.T. (Percussion Institute of Technology). En 1983, tout en restant dans le groupe Nimble Darts, Dan commence à mettre sur pied les bases du futur Dan Reed Network. En 1984, Dan Pred s'installe à son tour à Portland. Profitant de la dissolution de Nimble Darts, Dan Reed fonde le groupe Dan Reed Network avec Dan Pred et se met en quête de musiciens. Il rencontre Brion James (guitare) à Seattle et le convainc de venir s'installer à Portland. Le groupe est très vite rejoint par Melvin Brannon II (basse) et Jeff Siri (clavier). Le groupe commence alors ses premiers concerts dans les clubs locaux.
En 1985, le groupe enregistre son premier single Eye On You sur le label Tandees Records. Le titre apparaît funky et très marqué années 1980. Blake Sakamoto assiste à un concert du groupe en février. La même année, un album de charité, The Pride Of Portland, regroupe les différents groupes de la ville. Dan Reed Network y apparaît avec le titre Eye on You, ré-enregistré pour l'occasion. Jeff Siri est remplacé par Rick DiGiallonardo, ancien clavier de Quaterflash.

## Un EP très 80s:Breathless
En 1986, le groupe sort son premier album, Breathless, un EP de 6 titres chez Nu-Vision et produit par Marlon McClain. L'album rencontre un petit succès et le single Steal Me est classé no 1 sur la radio locale Z-100 de Portland, ce qui permet la signature chez Mercury Records avec l'aide de Derek Shulman, qui rencontre un énorme succès avec Bon Jovi et Cinderella.
Cet album est très marqué par le son des années 1980 et l'aspect plus hard de la musique ainsi que le côté multiculturel du groupe n'apparaîtra qu'au disque suivant.
Les aspirations de Rick DiGiallonardo, marié et ayant un enfant, collent mal avec un groupe alors en plein devenir. Il est remplacé par Blake Sakamoto en janvier 1987.
Breathless ressort en version CD en 2010 chez Lucky Records. La version vinyle est très recherchée et se négocie entre 60 et 100 euros suivant la qualité de la pochette et du disque.

## Influences muticulturelles:Dan Reed Network
À l'hiver 1987, le groupe entre au Little Mountain Sound Studios de Vancouver, pour enregistrer son premier véritable album Dan Reed Network, qui rapidement devient une véritable référence. Produit par Bruce Fairbairn (qui a travaillé avec Bon Jovi) et conçu et mixé par Mike Fraser, il reflète les nombreuses influences et le côté multiculturel du groupe. En effet, Dan Reed est d'origine américaine, allemande et hawaïenne, Brion James est d'origine jamaïcaine, Melvin Brannon II est afro-américain, Dan Pred est juif et Blake Sakamoto d'origine asiatique. Le premier single, Ritual, se classe 38e au Billboard Hot 100 américain et fait l'objet de différents remixes.
L'album reçoit des critiques extrêmement positives, et obtient même 4 étoiles dans le magazine Rolling Stone, connu pour être très difficile. La plupart des critiques reconnaissent au groupe la grande faculté à mélanger les genres (funk, hard rock, pop, années 1980), le tout dans une production sans faille. Le magazine Rolling Stone écrit également que le producteur, Bruce Fairbairn, a su parsemer l'album d'un vernis pop tout en gardant la fraîcheur du groupe. Pourtant quelques voix s'insurgent contre le côté commercial de l'album et minimisent le côté funk allié à la guitare rock du groupe. Le magazine Newsday (New York) écrit même que « les chansons ne résistent pas à l'écoute répétée en raison de la production absurde de Bruce Fairbairn… Fairbairn, mieux connu pour les enregistrements pour des groupes comme Loverboy, Aerosmith et Bon Jovi, est un maître pour neutraliser le côté rugueux du hard rock et l'aseptiser ». Pourtant tous ces groupes rencontrent d'énormes succès avec ce type de production. Le Washington Post aborde les choses de manière beaucoup plus constructive en faisant le parallèle avec les prestations live du groupe et les versions plus édulcorées de l'album. Par manque de promotion, l'album ne connaît pas un grand succès sur le marché américain.
À l'époque, Def Leppard vient de sortir l'album Hysteria dans la même maison de disque que Dan Reed Network (Mercury Records), dont les ventes sont décevantes. Mercury décide alors de soutenir moins les « petits groupes » émergents et concentre tous ses efforts sur la locomotive Def Leppard. Ironiquement, ce sont les managers de Def Leppard, Cliff Burnstein et Peter Mensch, qui vont offrir à Dan Reed Network, la première partie de la dernière étape de la tournée américaine de Def Leppard, allant même jusqu'à proposer à Dan Reed Network de les rejoindre au sein de leur société de management Q-Prime. Le groupe hésite d'abord à se séparer de Bill Graham, mais au début de l'année 1989, il signe avec Q-Prime et connaît un succès accru.

## Retour aux sources du hard-rock:Slam
Lors d'une cérémonie d'intronisation au Rock and Roll Hall of Fame en janvier 1989, Dan Reed rencontre Nile Rodgers. Les deux hommes sympathisent rapidement et Nile se met à la production du 2e album du groupe : Slam. Le son de l'album est bien plus proche de ce qu'est en réalité le son du groupe en live. Il est enregistré aux studios Skyline et Power Station à New York pendant l'été 1989. L'album sort au mois d'octobre 1989, précédé du 1er single Tiger In A Dress.
Le groupe part en tournée en Europe et au Royaume-Uni fin 1989 en première partie de Bon Jovi. Les singles se suivent (Come Back Baby en janvier 1990, et Rainbow Child en mars) et permettent d'asseoir la popularité du groupe essentiellement en Europe. Au mois de mars également, Dan Reed prend une décision qui va modifier l'image du groupe et lui causer quelques soucis ; il se rase entièrement la tête. Dans les années 1990, la vision que se font les maisons de disque d'un groupe de hard rock (c'est dans cette catégorie qu'est étiqueté Dan Reed Network) est que le chanteur doit avoir les cheveux longs afin d'assurer le succès auprès des fans féminines. A posteriori, on peut penser que ce changement de look a eu une répercussion quant à l'implication de la maison de disques sur le groupe.
Le succès rencontré lors de leur prestation en première partie de Bon Jovi permet au groupe de signer avec les Rolling Stones pour assurer leur première partie lors de leur première tournée européenne depuis 10 ans. La tournée Urban Jungle / Steel Wheels a lieu à l'été 1990 et le groupe joue tous les soirs dans des stades devant des dizaines de milliers de personnes. Dan Reed Network fait même une courte tournée des clubs au Royaume-Uni pendant la même période. Les bonnes relations entre les deux groupes conduiront d'ailleurs bien plus tard Blake Sakamoto à devenir le manager de tournée des Rolling Stones.
Devant le faible niveau de ventes aux États-Unis, le groupe rentre en studio en mai 1990 pour enregistrer 3 titres à paraître sur l'EP, Stardate 1990. Le titre éponyme est directement produit par le groupe tandis que les 2 inédits, Without You et Come To Me, sont enregistrés et mixés par Clark Stiles. Le disque sort en format limité double LP et contient 3 titres live enregistrés au Rotterdam Ahoy le 6 décembre 1989. Il est à noter que l'inédit Come To Me est déjà présent sur le premier single du groupe et est réenregistré pour cet EP.
Enfin, un dernier single sort en août 1990, Lover, destiné uniquement au marché européen.

## La maturité:The Heat
Pour son troisième opus, le groupe retrouve la même équipe (à savoir Bruce Fairbairn et Mike Fraser) ainsi que le même studio (le Little Mountain Sound Studios de Vancouver) que pour son premier album. Il est enregistré entre décembre 1990 et mars 1991 et l'album The Heat, ainsi que le premier single Mix It Up, sortent en juillet 1991. Il sera au Royaume-Uni le plus grand succès du groupe. Malheureusement, aux États-Unis, leur maison de disques ne sait toujours pas comment promouvoir le groupe. Le groupe se lance toutefois dans une tournée sans aucune aide de la firme. Il part même en Australie pour assurer la première partie de Baby Animals à l'été 1992.

## Séparation
En mars 1992, Dan Reed est en tête d'affiche d'un spectacle appelé Beirut au Théâtre Paris de Portland. Un album reprenant les titres de ce spectacle est enregistré et n'est disponible que sur cassette et sur commande auprès du fan club de Dan Reed Network. Aucun membre du groupe n'apparaît sur cet album hormis Dan Reed qui interprète le titre Sacrifice Your Soul. La même année, le groupe rompt le contrat signé avec Q-Prime, les deux parties se séparant d'un commun accord. En juillet 1993, un best of intitulé Mixin' It Up est disponible dans les bacs, ainsi qu'une cassette vidéo reprenant des interviews et l'ensemble des vidéos promotionnelles tournées par le groupe. Cet album regroupe également deux titres ré-enregistrés avec Nuno Bettencourt du groupe Extreme. Le groupe effectue également une tournée d'été en Suède et au Royaume-Uni. Le 8 août 1993, Dan Reed Network donne son dernier concert au Garage à Londres.
En octobre 1993, l'ensemble des membres du groupe décide de faire une pause et d'explorer d'autres horizons. Reed forme Adrenaline, tandis que Pred et Sakamoto rejoignent Generator. Cependant, le groupe ne s'est jamais officiellement séparé.
À l'été 1994, Dan Reed effectue une tournée en Suède reprenant les titres du groupe sous le nom de Dan Reed and the Network.
En 1997 sort un album live du groupe appelé Live At Last. Il regroupe 33 titres dont 2 inédits, chaque titre provenant de différents concerts. Cette compilation live est réalisée par Blake Sakamoto et Dan Pred à partir des centaines d'heures d'enregistrements. Une vidéo du concert du réveillon du Nouvel An 1991 enregistrée à Portland est également éditée. Cette vidéo sort en noir et blanc et non en couleur (comme elle est enregistrée originellement). La qualité médiocre de l'enregistrement (alors qu'il s'agit normalement d'un enregistrement professionnel) en est certainement la cause. Cette vidéo ressort en DVD en 2010 chez ZerOne.

## Reformation
Dan Reed Network donne un concert de retrouvailles exceptionnel le soir du Nouvel An 2012, avec tous les membres originaux du groupe. Dans la foulée, le groupe annonce des concerts aux États-Unis et en Europe : ils passent en tête d'affiche du Enchanted Festival à Greenwoods Spa, Chelmsford, et jouent au Roseland Theatre de Portland. Puis ils s'associent à PledgeMusic pour sortir, grâce au financement participatif, une nouvelle compilation, Anthology, éditée en janvier 2014. Après ce succès, le groupe retourne en studio pour produire un nouvel album original. Au clavier, Blake Sakamoto est remplacé par Rob Daiker. Fight Another Day sort chez Frontiers Music SRL en 2016, suivi par une tournée mondiale, puis une nouvelle tournée européenne l'année suivante.
En 2018 paraît Origin, un album composé de nouvelles compositions avec d'anciens titres. Enregistré à Manchester, New York, Portland et Stockholm, il est publié par AOR Heaven/Soulfood. Fin 2019, le groupe repart en tournée en Europe pour l'anniversaire de l'album Slam et enregistre, en parallèle, un nouvel album à Portland. Un premier single, Starlight, sort le 22 octobre 2021. Let's Hear It For The King est, quant à lui, prévu pour mars 2022.

Bien qu'il n'ait jamais rencontré un grand succès populaire, Dan Reed Network est un des précurseurs du style fusion qui explose au début des années 1990 avec des groupes comme les Red Hot Chili Peppers, Living Colour ou Rage Against the Machine.

## Discographie

### Albums
- 1986 : Breathless (EP)
- 1987 : Dan Reed Network
- 1989 : Slam
- 1990 : Stardate 1990 (EP)
- 1991 : The Heat
- 2016 : Fight Another Day
- 2018 : Origins
- 2022 : Let's Hear it for the King

### Live
- 1997 : Live At Last

### Compilations
- 1993 : Mixin' It Up
- 2002 : The Collection
- 2014 : Anthology

### Ré-éditions
- 2003 : Dan Reed Network
- 2010 : Breathless

### Singles
| Année | Titre                  | Album            |
| ----- | ---------------------- | ---------------- |
| 1985  | Eye On You             | -                |
| 1988  | Ritual                 | Dan Reed Network |
| 1988  | Get to You             | Dan Reed Network |
| 1988  | I'm So Sorry           | Dan Reed Network |
| 1988  | Tamin' The Wild Nights | Dan Reed Network |
| 1989  | Make It Easy           | Slam             |
| 1989  | Tiger In a Dress       | Slam             |
| 1990  | Come Back Baby         | Slam             |
| 1990  | Rainbow Child          | Slam             |
| 1990  | Stardate 1990          | Stardate 1990    |
| 1990  | Lover                  | Slam             |
| 1991  | Mix It Up              | The Heat         |
| 1991  | Baby Now I             | The Heat         |
| 1991  | Long Way to Go         | The Heat         |
| 1993  | Get to You (Remix)     | Mixin' It Up     |
| 2021  | Starlight              | -                |